# Jörg Hartmann und Lothar Schleusener

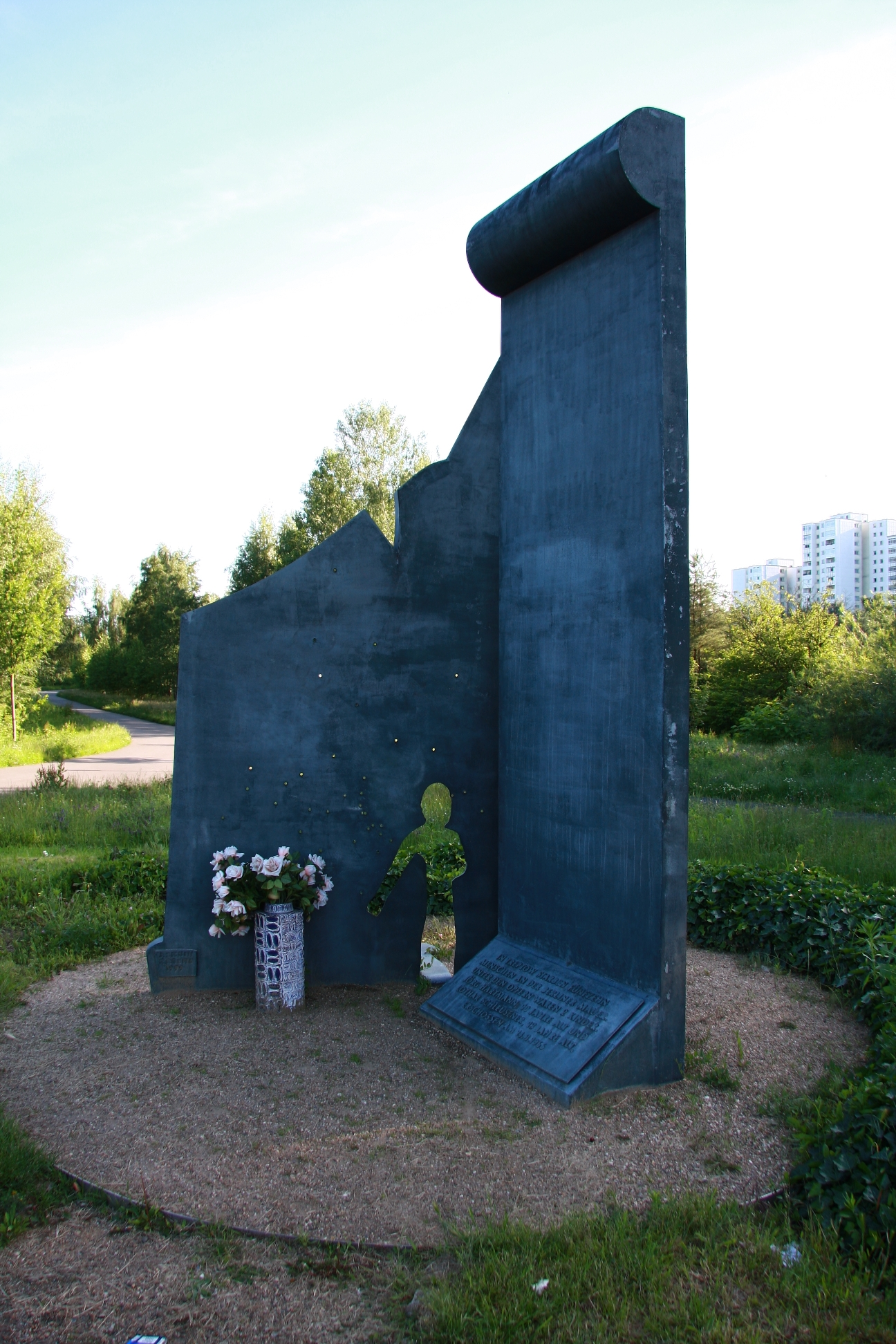
Mahnmal für die Treptower Maueropfer

Jörg Hartmann (* 27. Oktober 1955) und Lothar Schleusener (* 14. Januar 1953; beide † 14. März 1966 in Berlin) zählen mit 10 bzw. 13 Jahren zu den jüngeren Todesopfern an der Berliner Mauer.

## Fluchtplan und Tod

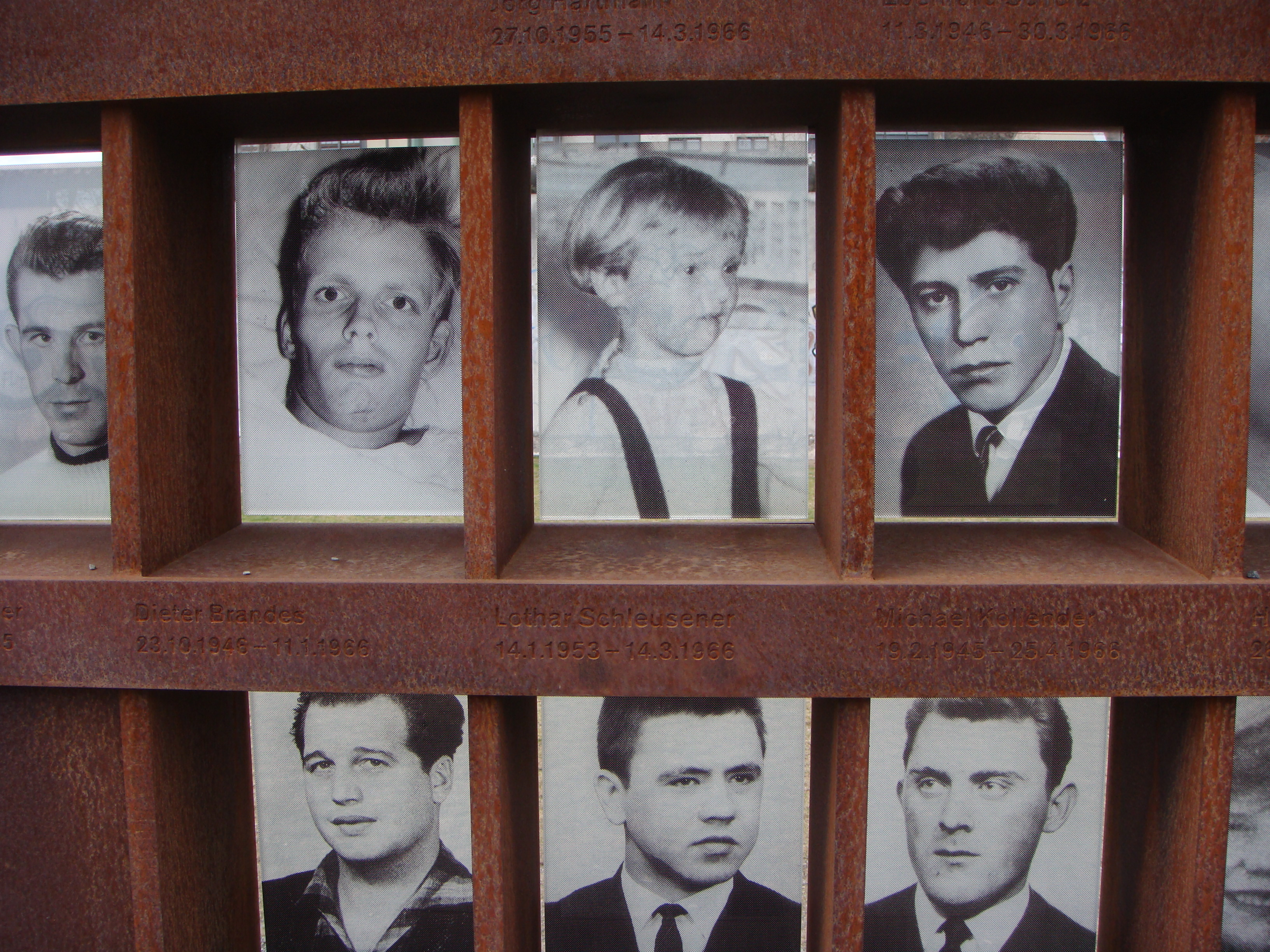
Lothar Schleusener

Die beiden Freunde hielten sich am Abend des 14. März 1966 in der Kleingartenkolonie „Sorgenfrei“ im Norden des Ost-Berliner Bezirks Treptow auf. Jörg Hartmann, der zusammen mit seinen Geschwistern bei der Großmutter in Ost-Berlin lebte, wollte zu seinem Vater nach West-Berlin.
Der Plan der beiden Jungen war, durch das Rohr zu kriechen, in dem der Heidekampgraben unter den Sperranlagen hindurchgeführt wurde. Als die wachhabenden Grenztruppen die beiden Kinder entdeckten, eröffneten sie das Feuer, obgleich der Schießbefehl der DDR den Gebrauch der Waffe gegen Kinder ausdrücklich untersagte. Jörg Hartmann erlitt mehrere Kopfschüsse und war auf der Stelle tot. Lothar Schleusener wurde schwer getroffen und in das Krankenhaus der Volkspolizei gebracht, in dem er einige Stunden später seinen Verletzungen erlag.

## Verschleierung in der DDR
In der Folge versuchte die Staatssicherheit, den Vorfall zu verschleiern. Die Leichen der beiden Kinder wurden im nahe gelegenen Krematorium Baumschulenweg eingeäschert. Jörg Hartmanns Familie teilte man mit, der Junge sei in einem See bei Treptow ertrunken. Die Mutter von Lothar Schleusener wurde glauben gemacht, ihr Sohn sei in einem kleinen Ort bei Leipzig an einem Stromschlag verstorben. Die beiden Grenzposten Siegfried B. und Paul P. wurden in der DDR trotz ihres Verstoßes gegen die geltende Schusswaffengebrauchsbestimmung nicht belangt. 

## Juristische Aufarbeitung nach der Wiedervereinigung
Im November 1997 verurteilte das Landgericht Berlin den ehemaligen Postenführer Siegfried B. wegen Totschlags zu einer Haftstrafe von 20 Monaten auf Bewährung. Paul P. war zum Zeitpunkt des Prozesses bereits verstorben. Gegen die Vorgesetzten der beiden Grenzer wurde nicht ermittelt.

## Gedenken

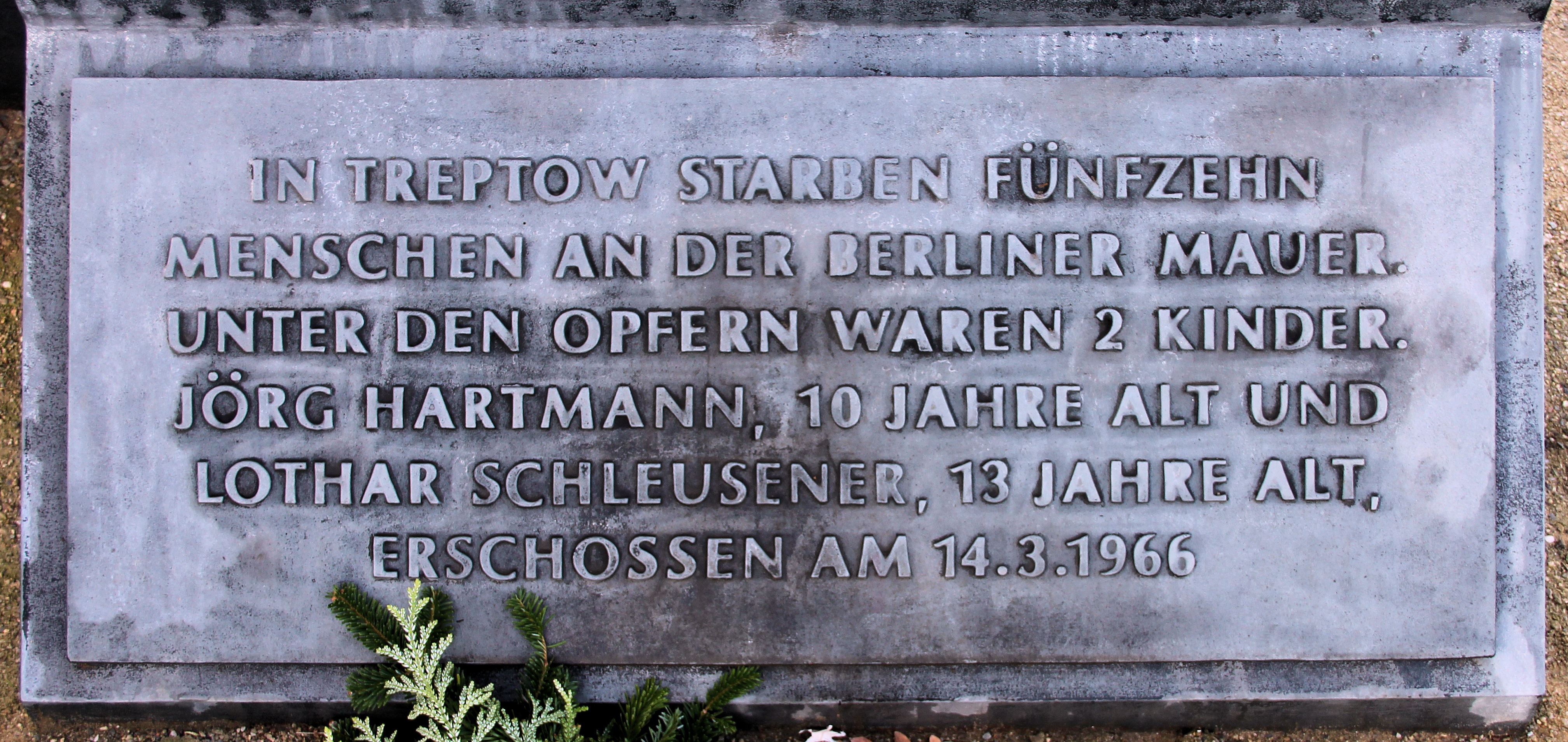
Gedenktafel, Kiefholzstraße 333, in Berlin-Plänterwald

Auf Betreiben der Bezirksverordnetenversammlung Treptow wurde 1999 in Erinnerung an die 15 Menschen, die im Bezirk Treptow an der Berliner Mauer ums Leben kamen, ein Denkmal errichtet. Das von den Bildhauern Rüdiger Roehl und Jan Skuin geschaffene Mahnmal wurde in Höhe der Kiefholzstraße 333 an jener Stelle aufgestellt, an der Hartmann und Schleusener erschossen wurden. Die Tafel am Fuße des Mahnmals trägt die Inschrift: 

„In Treptow starben fünfzehn Menschen an der Berliner Mauer. Unter den Opfern waren 2 Kinder. Jörg Hartmann, 10 Jahre alt und Lothar Schleusener, 13 Jahre alt, erschossen am 14.3.1966.“

## Dokumentarfilm
- Simone Warias, Friedrich Herkt: Geboren 1955 – Erschossen 1966. Bei: Mitteldeutscher Rundfunk 2001.